# 彭登懷
彭登懷（1946年—）出生於四川省資陽縣，是中國的川劇變臉大師，現為四川省川劇學校表演系講師。1994年底從內江市文化藝術進修學校調入省川劇學校，1993年開始學習變臉。曾創下25秒內變完14張臉譜的世界紀錄，於2000年收劉德華為徒弟。

## 影视作品
- 《笑傲江湖》 饰 余沧海